# Marc Kinchen
Marc Kinchen, aussi connu sous ses initiales MK, est un disc-jockey (DJ), producteur musical et remixeur américain né le 3 août 1972 à Détroit, au Michigan.

## Carrière

### Débuts
À la fin des années 1980, Marc Kinchen participe à l'essor de la techno dans sa ville natale de Détroit. Avec quelques camarades de classe, il fonde le groupe Separate Minds, qui sortent l'EP We Need Somebody. Le titre 1st Bass de cet EP a été repris par Kevin Saunderson et mis sur un album de compilation. Kinchen est entré en contact avec Saunderson lui-même par l'intermédiaire de son compatriote Anthony Pearson (Chez Damier), qui lui a ensuite donné l'opportunité de travailler dans son studio. Kinchen produit désormais de nouveaux morceaux dans ce studio. Il suit la ligne de Saunderson consistant à mélanger la techno avec des éléments de house et de soul, et sort son premier titre Somebody New, sous le nom de scène MK. Il sort un remix du tube Whatcha Gonna Do With My Lovin pour le groupe de Saunderson, Inner City, et produit également des remixes avec Chez Damier, sous le nom de Power 41.

### Années de succès
Le premier succès de Kinchen vient en 1991 avec la chanson Burning, sur laquelle il utilise le chant pour la première fois, avec la participation de la chanteuse Alana Simon. Comme aucun label ne voulait sortir la chanson, il a fondé son propre label Area 10 pour pouvoir auto-sortir le morceau. La chanson a été un succès et s'est finalement vendue à plus de 20 000 exemplaires. Cela a valu à Kinchen un contrat avec Virgin sur le sous-label Charisma. Après ce succès, il s'oriente davantage vers la house music. Il contribue à l'album Praise d'Inner City en 1992 et a également collaboré avec Chez Damier pour son titre Can You Feel It? en 1992. Il enregistre en 1993 l'album Surrender sous le nom "MK featuring Alana". Les singles Always et Love Changes tirés de l'album ont tous deux atteint le numéro un du classement américain Billboard Hot Dance Club Songs. Il sort également en 1993 le titre 4 You sous le pseudonyme 4th Measure Men. La collaboration de Kinchen et Alana Simon prend fin après un album. Après le succès de l'album, il s'installe à New York. Sa petite amie de l'époque y vivait, sa maison de disques y était installée et, de plus, il a pu y trouver du travail grâce à des contacts avec la direction de Kevin Saunderson.
Grâce à ses succès, Kinchen reçoit également de nombreuses propositions de remixes. Il réalise des remixes pour des artistes tels que les Pet Shop Boys, Corona, Masters at Work, Jam & Spoon, Tori Amos, Blondie et Bobby Brown. En 1992, il sort un remix de la chanson Push the Feeling On du groupe écossais Nightcrawlers. Son "MK Dub of Doom remix" est resté un disque populaire sur la scène house britannique dans les années qui ont suivi. Cela a conduit à la réédition de la chanson en 1995, qui est devenue un succès mondial. Kinchen a également été intensivement impliqué en tant que producteur sur le premier album des Nightcrawlers, Let's Push It, dont il a écrit la moitié des chansons. Le titre Surrender Your Love, est à son tour devenu un grand succès en tant que successeur de Push The Feeling On. La chanson Burning a également été rééditée avec de nouveaux remixes. En 1996, Kinchen sort la chanson Lift Me Up, avec la participation de la chanteuse Claire Rivers.

### Production en studio
En 1997, la carrière de Kinchen prend un nouveau tournant. Il arrête de produire de la musique house et continue en tant que producteur de studio. Il s'implique dans la production de R&B par l'intermédiaire de Quincy Jones et déménage à Los Angeles en 2001. Il n'a pas rendu public son changement de carrière et pendant des années, la scène house ne savait pas ce qu'il faisait. À partir de 2008, il collabore plusieurs fois avec Pitbull, pour qui il produit plusieurs chansons telles que Get It Started et Back in Time en 2012. Pitbull a également échantillonné son remix de Push the Feeling On pour son titre Hotel Room Service en 2009.

### Retour sur scène
En 2011, le label Defected Records contacte Kinchen pour rééditer ses anciens disques. Ses singles et remixes les plus célèbres des années 1990 ont été rassemblés sur la compilation House Masters. Il réalise ensuite un certain nombre de disques de mixes pour Defected et sort également de nouveaux singles, en collaboration avec des producteurs tels que Lauren Flax et Lee Foss (Hot Natured). En 2013, il remixe la chanson Look Right Through de Storm Queen, qui atteint la première place de l'UK Singles Chart. Son remix de My Head Is a Jungle de Wankelmut et Emma Louise a également obtenu un succès modeste. En février 2014, Kinchen est apparu dans l'émission de radio BBC Essential Mix.
En 2014, il réédite l'ancienne chanson Strider, du nom d'un vieux jeu vidéo. Il produit alors de nouveaux titres, pour lesquels il recherche régulièrement des invités. Il a par exemple collaboré avec la chanteuse britannique Becky Hill, avec qui il a réalisé le titre Piece of Me. Il a également travaillé avec le producteur Jonas Blue avec qui il sort la chanson Back & Forth, également chantée par Hill. En 2019, il collabore avec le duo de producteurs de Gorgon City.

## Discographie

### Compilations
- 2011 : Defected Presents House Masters: MK
- 2013 : Defected Presents MK in the House
- 2013 : Defected Presents House Masters: MK (Second Edition)

### EP
Sous Pleasure State (avec Lee Foss & Anabel Englund)

### Singles

#### Sous MK
| Titre                                                                          | Année | Positions | Positions | Positions | Positions | Positions | Positions | Certifications    | Album                |
| Titre                                                                          | Année | AUS       | BEL (FL)  | É-U Clubs | IRE       | R-U       | R-U Dance | Certifications    | Album                |
| ------------------------------------------------------------------------------ | ----- | --------- | --------- | --------- | --------- | --------- | --------- | ----------------- | -------------------- |
| Somebody New                                                                   | 1989  | —         | —         | —         | —         | —         | —         |                   |                      |
| Decay (avec Never on Sunday)                                                   | 1991  | —         | —         | —         | —         | —         | —         |                   |                      |
| Burning (featuring Alana)                                                      | 1991  | —         | —         | 7         | —         | —         | —         |                   | Surrender            |
| Always (featuring Alana)                                                       | 1992  | —         | —         | 1         | —         | 69        | 7         | - BPI: Argent     | Surrender            |
| Love Changes (featuring Alana)                                                 | 1993  | —         | —         | 1         | —         | —         | —         |                   | Surrender            |
| Surrender (featuring Alana)                                                    | 1993  | —         | —         | —         | —         | —         | —         |                   | Surrender            |
| Burning '95 (featuring Alana)                                                  | 1995  | —         | —         | 7         | —         | 44        | —         |                   |                      |
| Lift Me Up (featuring Claire Rivers)                                           | 1996  | —         | —         | —         | —         | —         | —         |                   |                      |
| Stronger Now (avec Lauren Flax featuring Carrie Wilds)                         | 2010  | —         | —         | —         | —         | —         | —         |                   |                      |
| Always (Route 94 Remix)                                                        | 2014  | —         | 23        | —         | —         | 12        | 3         |                   |                      |
| Strider                                                                        | 2014  | —         | —         | —         | —         | —         | —         |                   |                      |
| Bring Me to Life (featuring Milly Pye)                                         | 2015  | —         | —         | —         | —         | —         | —         |                   |                      |
| Piece of Me (avec Becky Hill)                                                  | 2016  | —         | —         | 5         | 53        | 37        | 13        | - BPI: Platine    | Get to Know          |
| My Love 4 U (featuring A*M*E)                                                  | 2016  | —         | —         | —         | —         | —         | —         |                   |                      |
| 17 (vocaux de Carla Monroe)                                                    | 2017  | —         | —         | —         | 9         | 7         | 1         | - BPI: 2× Platine |                      |
| Back & Forth (avec Jonas Blue & Becky Hill)                                    | 2018  | —         | —         | —         | 11        | 12        | 2         | - BPI: Platine    | Get to Know          |
| Body 2 Body                                                                    | 2019  | —         | —         | —         | —         | —         | —         |                   |                      |
| Deeper Port                                                                    | 2019  | —         | —         | —         | —         | —         | —         |                   |                      |
| Cramp                                                                          | 2019  | —         | —         | —         | —         | —         | —         |                   |                      |
| Esercizi di Stile                                                              | 2019  | —         | —         | —         | —         | —         | —         |                   |                      |
| There for You (avec Gorgon City)                                               | 2019  | —         | —         | 1         | —         | 99        | —         | - BPI: Argent     |                      |
| State of Mind                                                                  | 2019  | —         | —         | —         | —         | —         | —         |                   |                      |
| One Night (avec Sonny Fodera featuring Raphaella)                              | 2019  | —         | —         | 40        | 50        | 51        | 10        | - BPI: Argent     |                      |
| 2AM (featuring Carla Monroe)                                                   | 2020  | —         | —         | —         | —         | —         | —         |                   |                      |
| Underwater (avec Anabel Englund)                                               | 2020  | —         | —         | —         | —         | —         | —         |                   | Messing with Magic   |
| My Church (avec Will Clarke)                                                   | 2020  | —         | —         | —         | —         | —         | —         |                   |                      |
| Lies (featuring Raphaella)                                                     | 2021  | —         | —         | —         | —         | 82        | 27        |                   |                      |
| Chemical                                                                       | 2021  | —         | —         | —         | —         | —         | —         |                   |                      |
| Stop This Flame (avec Celeste)                                                 | 2021  | —         | —         | —         | —         | —         | —         |                   |                      |
| Teardrops (avec Paul Woolford featuring Majid Jordan)                          | 2022  | —         | —         | —         | —         | —         | —         |                   |                      |
| Better (avec Burns featuring Teddy Swims)                                      | 2022  | —         | —         | —         | —         | 89        | 33        |                   |                      |
| Kiss It Better (avec Aluna)                                                    | 2022  | —         | —         | —         | —         | —         | —         |                   |                      |
| Rhyme Dust (avec Dom Dolla)                                                    | 2023  | 32        | —         | —         | 31        | 63        | 15        |                   |                      |
| Asking (avec Sonny Fodera featuring Clementine Douglas)                        | 2023  | —         | —         | —         | 9         | 7         | 3         |                   |                      |
| Drinkin' (avec Joel Corry & Rita Ora)                                          | 2023  | —         | —         | —         | —         | 44        | 21        |                   | Another Friday Night |
| Take My Chance                                                                 | 2023  | —         | —         | —         | —         | —         | —         |                   |                      |
| World Wave (avec Shizaki Yuki)                                                 | 2024  | —         | —         | —         | —         | —         | —         |                   |                      |
| "—" signifie que le single ne s'est pas classé ou n'est pas sorti dans le pays |       |           |           |           |           |           |           |                   |                      |

#### Sous d'autres noms
- 1991 : Get It Right (sous Area10 featuring MK)
- 1992 : Just a Dream (sous 4th Measure Men)
- 1992 : This Way / Boy (sous K.E.L.S.E.Y.)
- 1993 : 4 You (sous 4th Measure Men)
- 1995 : The Need / The Keep (sous 4th Measure Men)

### Remixes
1989
- Inner City - Set Your Body Free (Marc Kinchen's London Remix)

1990
- Inner City - That Man (He's All Mine) (Marc Kinchen Vocal Remix)
- Octave One featuring Lisa Newberry - I Believe (MK Mix)
- Nexus 21 featuring Donna Black - (Still) Life Keeps Moving (Marc Kinchen Life In The Club Mix)
- Kaos - Gonna Get Over U (Marc Kinchen Techno Remix / MK Motor City Remix
- Kaos - Over You (MK Mix)

1992
- The B-52's - Tell It Like It T-I-Is (MK Dub)
- Definition of Sound - What Are You Under (MK Underground Dub / MK Underground Mix)
- J. - Keep The Promise (MK Mix)
- Scottie Deep - Fathoms (MK's Floating Struggle)
- Betty Boo - Thing Goin' On (MK Mix / MK Underground Mix / MK Underground Dub / MK Club Mix)
- Chez Damier - Can You Feel It (MK Dub)
- A Thousand Points of Night - Read My Lips (MK Underground Mix)
- Inner City - Follow Your Heart (MK Mix)
- The Shamen - Phorever People (MK Mix)
- Chez Damier - I Never Knew Love (MK Club Mix)
- D-Influence - No Illusions (MK's Dumb Dub / MK's Dekalb Mix)
- The Reese Project - The Colour Of Love (MK Deep Dub)
- Bizarre Inc. featuring Angie Brown - Took My Love (MK H. Remix / MK What Up Dub)
- Nightcrawlers – Push the Feeling On (MK's Nocturnal Dub / MK's Deep Dawn Mix / MK Dub of Doom)
- Hermann - Tulblin' Down (MK's Dub / MK's Groove)
- Tom Tom Club - You Sexy Thing (Marc Kinchen Sexy Remix / Marc Kinchen Deep Bass)
- Lisa Vale - Love Plus Love (MK Club Mix / MK Dub / MK Hyp Hop Mix)
- Sofia Shinas - The Message (Marc Kinchen Club Mix / MK Vocal Dub)
- New Girl Posses - Higher (MK's Mix / MK's So Long Dub / MK Vocal Dub)
- Fabulon - Say Anything (MK Club Mix / MK Deep Dub Mix)
- Happyhead - Digital Love Thing (MK Mix)

1993
- D:Ream - Things Can Only Get Better (MK Trance Mix)
- The Brotherhood - Love Will Make It Right (MK Instrumental)
- Plan B – Life's A Beat (MK Mix / MK Dub)
- The Sleepwalkers - New Thang (MK Club Mix / MK Dub Mix)
- Ethyl Meatplow - Queenie (MK Vox Mix / MK Dub Mix)
- Captain Hollywood Project - All I Want (MK Dub / MK Blades Dub / MK Urban Radio Mix / MK Pop Radio Mix Edit)
- Moby - Move (MK Blades Mix)
- Jam & Spoon featuring Plavka - Right in the Night (Fall in Love With Music) (MK Mix / MK Tribal Mix / MK In The Night Dub / MK Dub)
- Bobby Brown - Get Away (MK Remix / MK Club Mix / MK Rough Neck Dub)
- R-Tyme - Use Me (MK Mix)
- Pet Shop Boys - Can You Forgive Her? (MK Remix / MK Dub)
- Inner City - Follow Your Heart (MK Mix)
- Lonnie Gordon - Bad Mood (MK & Masters at Work's Bass Hit / MK & Masters At Work Dub / MK's Hip Hop Mix)
- Jane Child - All I Do (MK Mix)
- Jody Watley - Your Love Keeps Working On Me (MK Mix / MK Brooklyn Mix / MK's Working Dub)
- Masters at Work featuring La India - I Can't Get No Sleep (MK Remix / MK Dub)
- La Trece - I Want to Thank You (MK Mix / MK Dub / MK Downtown Mix)
- M People - Moving On Up (MK Mix / MK Movin' Mix)

1994
- Céline Dion - Misled (MK Mix / MK Dub / MK's Redirect Mix / MK's History Mix / MK Lead Mix)
- Paul Hardcastle featuring Steve Menzies - Can't Stop Now (MK Rhythm Mix / MK Can't Stop The Mix / MK Can't Stop The Dub / MK's Dance Mix / MK's Dance Dub)
- Saundra Williams - I Want It, I Need It (Real Love) (MK Deep Mix)
- Xaviera Gold - Good Luv (MK's X Dub)
- Pandella - Goodbye To Love (MK Mix)
- E.Y.C. - Number One (M.K. Dub 2)
- Angélique Kidjo - Agolo (MK Dub / MK Ragga Mix)
- Opus III - When You Made The Mountain (MK Mix / MK Dub)
- M People - Exicted (MK Mix / MK T Mix / MK Snow Call Dub)
- Captain Hollywood - Rhythm of Life (MK Mix)
- Carol Bailey - Feel It (MK Dub)
- Elton John & RuPaul - Don't Go Breaking My Heart (MK Mix)
- Masters at Work featuring Jocelyn Brown - Can't Stop the Rhythm (MK Mix)

1995
- Nightcrawlers - Push the Feeling On (MK Remix  / MK Dub Revisited)
- Nightcrawlers featuring John Reid - Surrender Your Love (MK Club Mix / MK Dub Mix)
- Nightcrawlers featuring John Reid - Let's Push It (MK Club Mix / MK Dub Mix)
- Nightcrawlers featuring John Reid - Don't Let the Feeling Go (MK Club Mix / MK Dub Mix)
- Nightcrawlers featuring John Reid - Lift Me Up (MK Club Mix / MK Dub Mix)
- Geoffrey Williams - Free Your Mind (MK Mix)
- Luther Vandross & Janet Jackson - The Best Things in Life Are Free (MK Remix)
- B-Zet & Darlesia - Caught Within (Gonna Miss You) (MK Dub)
- Jodie - Anything You Want (MK Vox Mix / MK Dub Mix)
- Those 2 Girls - All I Want (MK Mix / MK Leavin' Dub)
- West End - Love Rules (MK Instrumental)
- Brandy - Baby (MK's G-Mix)
- Terence Trent D'Arby - Surrender (MK Mix / MK Dub)
- Jodeci - Freek'n You (MK Freek Mix)
- Blondie - Heart of Glass (MK Mix)
- Bette Midler - To Deserve You (MK Mix / MK Club Mix / MK Dub 1 / MK Dub 2)
- Corona - Try Me Out (MK Vocal Mix / MK Dub Mix)
- Aaron Smith featuring D'Bora - Going Round (MK Dub)

1996
- Rosie Gaines - Closer Than Close (MK Mix)
- E-Motion - The Naughty North & The Sexy South (MK Final Mix / MK Mix For Life / MK Mix For Death / MK Dub)
- Tevin Campbell - Could You Learn To Love (Mark Kinchen Remix)
- Tori Amos - Professional Widow (MK Mix / MK Vampire Dub)
- New Edition - Something About You (MK Dub)
- Johnny 'D' & Nicky P present All Star Madness - Magic (MK Mix)

1998
- Tyree Cooper - Turn Up The Bass (MK II's Mission Impossible Remix)

2000
- Groove Control - Beautiful (MK Disco Funkster Mix)

2001
- Carlito featuring Young Robb - Fame Game (MK Wanna Sing Remix / MK Wanna Sing Dub)
- Lina - It's Alright (MK Mix/ MK Dub)
- Debelah Morgan - Why Did You Have To Be (MK Remix / MK Dub 1 / MK Dub 2)

2005
- Pate No.1 featuring Colinda - Always (MK Mix)

2009
- Lauren Flax featuring Sia - You've Changed (MK D-troit Dub)
- Studio Apartment featuring Yasmeen Sulieman - Sun Will Shine (MK Mix / MK Dub)

2010
- Funkstar De Luxe - Do You Feel (MK Remix)
- Usher featuring Pitbull - DJ Got Us Fallin' in Love (MK Ultras Mix)
- Beyoncé - Why Don't You Love Me (MK Ultras Remix)

2011
- Creep featuring Nina Sky - You (MK Hot Tub Rub Dub)
- Pitbull featuring T-Pain - Hey Baby (Drop It to the Floor) (MK Dub Mix)
- Dev - In the Dark (MK Deep Mix)
- Ellie Goulding - Lights (MK Deep Dub)
- Pitbull featuring Ne-Yo & Afrojack & Nayer - Give Me Everything (MK Dub Mix)

2012
- Pitbull featuring Chris Brown - International Love (MK Wall Dub Mix)
- Amirali - Just An Illusion (MK Remix)
- Todd Terry presents House of Gypsies - Samba (MK Onix Dub)
- DJ Haus - Needin' U (MK Dub)
- Byron Stingily - Love You The Right Way (MK Vocal Mix / MK Dub)
- Hot Natured & Ali Love - Forward Motion (MK Reverse Mix)
- Kevin Saunderson featuring Inner City - Future (MK AW Deep Dub)
- Lana Del Rey - Blue Jeans (MK Dark Blue Dub / MK Darkest Mix / MK Denim Dub)
- Michael Jackson - Who Is It (MK Remix)
- Storm Queen - Look Right Through (MK Don't Talk To Me Vocal Mix / MK Don't Talk To Me Dub)
- Dev & Enrique Iglesias - Naked (MK Mix / MK Dub / MK Vocal)
- Huxley - No Matter What (MK Dub)
- Veron Ray featuring Dog.Ma - First Day (MK Deep Remix)

2013
- Lana Del Rey - Summertime Sadness (MK Feel It In The Air Remix)
- Lana Del Rey - Summertime Sadness (MK & Lee Foss Cold Blooded Remix)
- Lana Del Rey - Summertime Sadness (Simon Large & MK Dub)
- Michael Jansons featuring Mizbee - Addiction (MK's Half Dub)
- Sky Ferreira - Everything Is Embarrassing (MK Remix / MK Dub)
- Chris Malinchak - So Good to Me (MK Remix)
- Rhye - Open (MK Remix)
- FCL - It's You (MK Remix)
- Dillon - Thirteen Thirtyfive (Lee Foss & MK Remix)
- Sinéad Harnett - Got Me (MK Swallow Dub / MK Remix)
- MK featuring Claire Rivers - Lift Me Up (MK Edit / MK 12' Vocal Mix / MK Dub)
- Katy B - What Love Is Made Of (MK Remix)
- Late Night Alumni - Sapphire (MK Remix)
- Disclosure featuring AlunaGeorge - White Noise (MK Remix)
- Jamie Antonelli - Divine (MK Remix)
- Louie Fresco - New Hateration (MK Remix)
- Thirty Seconds to Mars - Up in the Air (MK Remix)
- Wankelmut & Emma Louise - My Head Is a Jungle (MK Remix / MK Trouble Dub)
- Francesco Rossi - Paper Aeroplane (MK Gone With The Wind Remix / MK's Paper A Dub)
- Sub Focus featuring Kele - Turn It Around (MK Remix)
- Hot Natured featuring Anabel Englund - Reverse Skydiving (MK Remix)
- Shadow Child featuring Takura - Friday (MK Medicine Dub)
- Le Youth featuring Dominique Young Unique - Dance with Me (MK Remix)
- Storm Queen - Look Right Through (MK Remix / MK Dub III)

2014
- Sam Smith - Money on My Mind (MK Remix)
- Angel Haze featuring Sia - Battle Cry (MK Remix / MK Love Right Here Dub)
- Paloma Faith - Can't Rely On You (MK Remix)
- Lancelot featuring Antony & Cleopatra - Givin' It Up (MK Remix)
- Haim - If I Could Change Your Mind (MK Remix)
- MK featuring Alana - Always (MK Area10 Remix)
- Monarchy - Living Without You (MK Letting Go Remix)
- Nile Rodgers - Do What You Wanna Do (IMS Anthem) (MK Disko Dub)
- Rudimental featuring Becky Hill - Powerless (MK Remix)
- Duke Dumont - I Got U (MK Remix)
- Lana Del Rey - West Coast (MK & Enda Harte & Connor Josef Remix
- KANT vs. MK - Ey Yo (MK Remix)
- Wankelmut & Emma Louise - My Head Is a Jungle (MK My Head Is A Dub / MK Area10 Remix)

2015
- Ellie Goulding - On My Mind (MK Remix)
- Bakermat - Teach Me (MK Remix)
- Andhim - Boy Boy Boy (MK Remix)
- Dantiez Saunderson & KPD featuring La Rae Starr - Place Called Home (MK Remix)'
- MK featuring Milly Pye - Bring Me to Life (Area10 Club Mix / Area10 Dub Mix)
- MK featuring Milly Pye - Bring Me to Life (MK Dub IV)'

2016
- Rüfüs - Say a Prayer for Me (MK Remix)
- Diplo & Sleepy Tom - Be Right There (MK Remix)
- Alessia Cara featuring G-Eazy - Wild Things (MK Remix)
- Aurora - I Went Too Far (MK Remix)
- Bastille - Good Grief (MK Remix)
- Pet Shop Boys - The Pop Kids (MK Remix / MK Dub)

2017
- Marc Kinchen featuring A*M*E - My Love 4 U (MK & KC Lights Remix / Lights Dub)
- London Grammar - Oh Woman Oh Man (MK Remix)
- Clean Bandit featuring Zara Larsson - Symphony (MK Remix)
- Rihanna - Sex with Me (MK Remix)
- Rihanna featuring SZA - Consideration (MK Remix)
- Solardo - Fall Down (MK Remix)
- Tchami featuring Luke James - World To Me (MK Remix / MK Remix Dub)

2018
- Justin Bieber & BloodPop featuring Julia Michaels - Friends (MK Remix)
- Armand van Helden - I Need a Painkiller (MK Remix)
- MØ - Nostalgia (MK Remix)
- Sam Smith featuring Logic - Pray (MK Remix)
- Calvin Harris & Sam Smith - Promises (MK Remix)
- MK & Jonas Blue & Becky Hill - Back & Forth (MK Dub)
- Silk City & Dua Lipa - Electricity (MK Remix)
- Claptone - In The Night (MK Remix)
- LSD - Thunderclouds (MK Remix)
- Rudimental featuring Tom Walker - Walk Alone (MK Remix)
- Tove Lo - Cycles (MK Remix)

2019
- Sigrid - Don't Feel Like Crying (MK Remix)
- Ally Brooke - Low Key (MK Remix)
- MK - Body 2 Body (MK's Rub Dub)
- Mark Ronson featuring Camila Cabello - Find U Again (MK Remix)
- Sam Fender - Will We Talk? (MK Remix)
- Anabel Englund - So Hot (MK & Nightlapse Remix)
- Preditah featuring Rachel Chinouriri - Animals (MK Remix)
- Lee Foss & Eli Brown & Anabel Englund - Brazil (MK Remix)
- Georgia - Never Let You Go (MK Remix)
- Elderbrook - Old Friend (MK Remix)
- Ed Sheeran & Travis Scott - Antisocial (MK Rrmix)

2020
- Alicia Keys - Time Machine (MK Remix)
- Ed Sheeran & Travis Scott - Antisocial (MK Remix)
- MK featuring Raphaella - One Night (MK Dub)
- Ellie Goulding featuring Blackbear - Worry About Me (MK Remix)
- Hosh & 1979 featuring Jalja - Midnight (The Hanging Tree) (MK Remix)
- Diplo & Sidepiece - On My Mind (MK Remix)
- Katy Perry - Daisies (MK Remix)
- Alessia Cara - I Choose (MK Remix)
- Jackson Wang - 100 Ways (MK Remix)
- Ant Saunders - Miscommunications (MK Remix)
- Kideko & Armand van Helden - The Fire (MK Remix)
- Love Regenerator & Steve Lacy - Live Without Your Love (MK Remix)
- MK featuring Carla Monroe - 2AM (MK Dub)
- CamelPhat featuring Lowes - Easier (MK Remix)

2021
- MK - Chemical (MK Remix / MK Dub IV)
- Martin Ikin featuring Hayley May - How I Feel (MK Dub)

2022
- Joplyn - We Will Forgive Ourselves (MK Dub)

2023
- Bebe Rexha - Heart Wants What It Wants (MK Remix)
- Inji - The One (Lee Foss & MK Remix)
- HoneyLuv & Seth Troxler feat. Paul Johnson - Sex & The City (MK Remix)
- Calvin Harris & Ellie Goulding - Miracle (MK Remix)
- Lola Audreys - Tension (MK Remix)
- Riotron - Feel (MK Remix)
- Jess Glynne - What Do You Do? (MK Remix)
- Tiësto & BIA & 21 Savage - BOTH (MK & Sonny Fodera Remix)

2024
- Zach Witness - Can't Get It Outta My Head (MK Remix)

## Production et écriture
| Titre                                    | Année | Artiste(s)     | Album                               | Crédits                | Écrit avec | Produit avec                   |
| ---------------------------------------- | ----- | -------------- | ----------------------------------- | ---------------------- | --- | ------------------------------ |
| Push the Feeling On (The Dub of Doom)    | 1992  | Nightcrawlers  | Non-album single                    | Producteur             | - | Phil Legg                      |
| Anywhere                                 | 1996  | Proof          | Anywhere EP                         | Producteur             | - | -                              |
| Lois Lane                                | 1996  | Proof          | Anywhere EP                         | Producteur             | - | -                              |
| Why?                                     | 1996  | Proof          | Anywhere EP                         | Producteur             | - | -                              |
| Come and Get Some (featuring E-40)       | 1997  | SWV            | Release Some Tension                | Co-auteur / producteur | Cheryl Gamble, Earl Stevens | -                              |
| Gettin' Funky (featuring Snoop Dogg)     | 1997  | SWV            | Release Some Tension                | Co-auteur / producteur | Calvin Broadus | Kevin Evans                    |
| Give Me What I Want                      | 1998  | MC Lyte        | Seven & Seven                       | Co-auteur / producteur | Lana Moorer, Jamaal Barrow | -                              |
| Another Way                              | 1998  | Tevin Campbell | Tevin Campbell                      | Co-auteur              | Tevin Campbell, Theodore Turpin, Terrell Carter                                                                                   | -                              |
| Only One for Me                          | 1999  | Tevin Campbell | Tevin Campbell                      | Co-auteur / producteur | Tevin Campbell, Faith Evans, Mike Mason                                                                                           | -                              |
| 7 Interlude                              | 1999  | 702            | 702                                 | Co-auteur / producteur | Irish Grinstead | -                              |
| 0 Interlude                              | 1999  | 702            | 702                                 | Co-auteur / producteur | Misha Grinstead | -                              |
| 2 Interlude                              | 1999  | 702            | 702                                 | Co-auteur / producteur | Kameelah Williams | -                              |
| Will You Be OK                           | 1999  | 702            | 702                                 | Co-auteur / producteur | Angela Slates, Trina Powell, Tamara Powell                                                                                        | -                              |
| Monica                                   | 2000  | Before Dark    | Daydreamin'                         | Co-auteur / producteur | Cynthia Loving, Carlos McKinney, Jarret Washington                                                                                | -                              |
| Upgrade U (featuring Jay-Z)              | 2006  | Beyoncé        | B'Day                               | Co-auteur              | Beyonce Knowles-Carter, Solange Knowles, Makeba Riddick, Sean Garrett, Angela Beyincé, Sean Carter, William Clarke, Clarence Reid | -                              |
| Mujeres                                  | 2010  | Pitbull        | Armando                             | Producteur             | - | -                              |
| Guantanamera (She's Hot)                 | 2010  | Pitbull        | Armando                             | Producteur             | - | DJ Buddha                      |
| Amorosa (featuring Papayo & MC Marcinho) | 2010  | Pitbull        | Armando                             | Producteur             | - | DJ Laz                         |
| Where Do We Go (featuring Jamie Foxx)    | 2011  | Pitbull        | Planet Pit                          | Co-auteur / producteur | Armando Perez, James Scheiffer, Daniel Morris, Leroy Sanchez, Eric Bishop                                                         | Jim Jonsin, Mr. Morris         |
| Back in Time                             | 2012  | Pitbull        | Global Warming                      | Co-auteur / producteur | Armando Perez, Urales Vargas, Adrian Trejo, Mickey Baker, Sylvia Robinson, Ellas McDaniel                                         | DJ Big Symphe, DJ Buddha       |
| Get It Started (featuring Shakira)       | 2012  | Pitbull        | Global Warming                      | Co-auteur / producteur | Armando Perez, Durrell Babbs, Urales Vargas, Sidney Samson, Bigram Zayas, Shakira Ripoll, Kristina Stephens                       | Sidney Samson, DVLP, DJ Buddha |
| Down (featuring OmARR & T. Coles)        | 2012  | Jaden Smith    | The Cool Café: The Cool Tape Vol. I | Producteur             | - | OmARR                          |
| Jus' Not Ready (featuring T. Coles)      | 2012  | Jaden Smith    | The Cool Café: The Cool Tape Vol. I | Producteur             | - | OmARR                          |
| First Time (featuring T. Coles)          | 2012  | Jaden Smith    | The Cool Café: The Cool Tape Vol. I | Producteur             | - | OmARR                          |
| Detroit                                  | 2013  | Hot Natured    | Different Sides of the Sun          | Co-auteur / producteur | Lee Foss, Jamie Jones, Alexander Williams                                                                                         | Hot Natured, Mark Ralph        |
| My Loving                                | 2014  | Mary J. Blige  | The London Sessions                 | Coproducteur           | - | Darkchild                      |
| Nothing (featuring 2Hype)                | 2016  | Big Flock      | The Great Depression                | Producteur             | - | -                              |